# Cas Janssens
Franciscus Henricus Maria (Cas) Janssens (Tilburg, 3 augustus 1944 – Nîmes, 4 juli 2024) was een Nederlands voetballer die als aanvaller speelde. In het seizoen 1972/73 werd hij als speler van N.E.C. gedeeld topscorer van de Eredivisie. 

## Loopbaan
Janssens speelde vanaf zijn veertiende bij NOAD in Tilburg (zijn broer speelde er ook), hij speelde al snel in het A-jeugdelftal met Leo van Straaten en Theo Netten. Toen hij niet naar een andere club mocht (hij was beschermde jeugdspeler en had nog “wilde haren”), ging hij varen op de Holland-Amerika Lijn en vervulde zijn dienstplicht. Na ruim vier jaar niet gevoetbald te hebben, ging hij toch weer bij NOAD spelen, eerst onder trainer Maarten Vink, daarna onder Jan Rab. NOAD was toen inmiddels behoorlijk afgezakt. 
In 1969 ging hij naar FC Wageningen, dat toen onder leiding stond van Vink waar hij 16 competitiedoelpunten maakte en promoveerde naar de Eerste divisie. Na één jaar wilde hij weg, hij wilde in de eredivisie voetballen. Een transfer naar Telstar ketste af vanwege de hoge transfersom, die Wageningen stelde. N.E.C., onder Wiel Coerver wilde die vraagprijs wel betalen en na juridisch getouwtrek mocht hij er gaan spelen.  In het seizoen 1972/73 werd Janssen topscorer van de Eredivisie werd met 18 doelpunten gedeeld met Willy Brokamp (Janssens speelde een wedstrijd minder). De finale om de KNVB beker werd dat jaar verloren. N.E.C., dat sterk afhankelijk was van de productiviteit van Janssens, weigerde een transfer naar PSV en ook een ruzie met trainer Wiel Coerver volgde. Janssens vertrok naar Olympique Nîmes maar daar kon hij niet overtuigen. Na een jaar bij OC de Charleroi/Olympic Montignies, waar hij clubtopscorer werd, speelde hij nog een jaar bij FC Groningen (1975-1976) van directeur Wim Beltman. Hierna vestigde hij zich definitief in Frankrijk waar hij nog een seizoen voetbalde bij US Nœux-les-Mines in de Ligue 2.

## Persoonlijk
Cas Janssens was enige tijd getrouwd met Marie-Claude Robert uit de Nimes-periode (1976) en had twee zoons. Hij overleed in juli 2024 op 79-jarige leeftijd.

## Carrièrestatistieken
| Seizoen         | Club              | Land            | Competitie      | Competitie | Competitie | Beker | Beker | Internationaal | Internationaal | Overig | Overig | Totaal | Totaal |
| Seizoen         | Club              | Land            | Competitie      | Wed.       | Dlp.       | Wed.  | Dlp.  | Wed.           | Dlp.           | Wed.   | Dlp.   | Wed.   | Dlp.   |
| --------------- | ----------------- | --------------- | --------------- | ---------- | ---------- | ----- | ----- | -------------- | -------------- | ------ | ------ | ------ | ------ |
| 1967/68         | NOAD              | Nederland       | Tweede divisie  | –          | 12         | –     | 2     | 0              | 0              | 0      | 0      | –      | 14     |
| 1968/69         | NOAD              | Nederland       | Tweede divisie  | –          | 12         | –     | 0     | 0              | 0              | 0      | 0      | –      | 12     |
| 1969/70         | FC Wageningen     | Nederland       | Tweede divisie  | –          | 15         | 1     | 0     | 0              | 0              | 0      | 0      | –      | 15     |
| 1970/71         | N.E.C.            | Nederland       | Eredivisie      | 28         | 7          | 3     | 0     | 0              | 0              | 0      | 0      | 31     | 7      |
| 1971/72         | N.E.C.            | Nederland       | Eredivisie      | 34         | 10         | 3     | 1     | 0              | 0              | 0      | 0      | 37     | 11     |
| 1972/73         | N.E.C.            | Nederland       | Eredivisie      | 33         | 18         | 5     | 1     | 0              | 0              | 0      | 0      | 38     | 19     |
| 1973/74         | Olympique Nîmes   | Frankrijk       | Ligue 1         | 28         | 9          | –     | –     | 0              | 0              | 0      | 0      | –      | –      |
| 1974/75         | OC de Charleroi   | België          | Eerste klasse   | 31         | 7          | –     | –     | 0              | 0              | 0      | 0      | –      | –      |
| 1975/76         | FC Groningen      | Nederland       | Eerste divisie  | 20         | 7          | 0     | 0     | 0              | 0              | 0      | 0      | 20     | 7      |
| 1976/77         | US Nœux-les-Mines | Frankrijk       | Ligue 2         | 15         | 2          | –     | –     | 0              | 0              | 0      | 0      | –      | –      |
| Carrière totaal | Carrière totaal   | Carrière totaal | Carrière totaal | –          | 99         | –     | 4     | 0              | 0              | 0      | 0      | –      | 103    |